# Woodsia guizhouensis
Woodsia guizhouensis är en hällebräkenväxtart som beskrevs av P.S.Wang, Q.Luo och Li Bing Zhang. Woodsia guizhouensis ingår i släktet Woodsia och familjen Woodsiaceae. Inga underarter finns listade.